# Hector Hughes
Hector Hughes (* 1887; † 23. Juni 1970) war ein britischer Politiker und Mitglied des Unterhauses.

## Politischer Werdegang
Bei den Unterhauswahlen 1935 gelang es dem Labour-Politiker George Garro-Jones sich im Aberdeen North gegen den amtierenden Kandidaten der Conservative Party durchzusetzen. Nachdem er den Wahlkreis über zehn Jahre im Unterhaus vertreten hatte, trat er zu den folgenden Unterhauswahlen 1945 nicht mehr an. Um seine Nachfolge bewarben sich sechs Kandidaten, von denen sich Hector Hughes letztlich durchsetzen konnte. Hughes, der Kandidat der Elektrikergewerkschaft, setzte sich in der entscheidenden Abstimmung mit nur einer Stimme gegen J.E. Harper durch, der 1935 bereits erfolglos im Wahlkreis Montrose Burghs kandidiert hatte. Hughes gewann mit einem Stimmanteil von 69,7 % das Mandat deutlich vor der konservativen Kandidatin Lady Grant of Monymusk.
Die in Hughes gesetzten Erwartungen als potentieller Kandidat für einen Ministerposten in Nachfolge von William Wedgwood Benn, der Aberdeen North in den 1920er Jahren vertrat, konnte er ebenso wie sein Vorgänger nicht erfüllen. Trotzdem konnte er bei den folgenden Unterhauswahlen in den Jahren 1950, 1951, 1955, 1959, 1964 und 1966 sein Mandat jeweils mit einem Stimmanteil von über 60 % verteidigen. Trotz seines hohen Alters bedurfte es Überzeugungsarbeit damit Hughes bei den Unterhauswahlen 1970 sich um keine weitere Amtszeit bewarb. Sein Nachfolger wurde Robert Hughes, der den Wahlkreis bis 1997 vertreten sollte. Hector Hughes verstarb fünf Tage nach den Wahlen.